# Turza Wielka (powiat płocki)
Turza Wielka – wieś sołecka w Polsce położona w województwie mazowieckim, w powiecie płockim, w gminie Brudzeń Duży.
W skład sołectwa wchodzą także wsie Wincentowo i Izabelin. 
| SIMC    | Nazwa      | Rodzaj    |
| ------- | ---------- | --------- |
| 1059573 | Nowa Turza | część wsi |
| 1059774 | Trzcianka  | część wsi |

W latach 1975–1998 miejscowość należała administracyjnie do województwa płockiego.
Przez wieś przebiega droga wojewódzka nr 559 łącząca Płock z Lipnem, oraz droga do Turzy Małej, Tłuchowa oraz Trzcianki. 
Turza wraz z miejscowościami Izabelin oraz Wincentowo tworzy sołectwo Turza Wielka.